# Flughafen Wien AG
Flughafen Wien AG med hovedkvarter i Schwechat, Niederösterreich er lufthavnsselskabet bag Flughafen Wien-Schwechat. De har 4.858 ansatte.
11. december 1953 grundlægges Wiener Flughafenbetriebsgesellschaft, de overtog styring og forvaltning af lufthavnen 1. januar 1954.